# Pidgin
Pour le client de messagerie instantanée, voir Pidgin (logiciel).
Ne pas confondre avec le pijin, le pidgin des îles Salomon.
Un pidgin (prononcé : /pid.ʒin/ ; en anglais : /ˈpɪd͡ʒɪn/) est une langue véhiculaire simplifiée créée sur le vocabulaire et certaines structures d'une langue de base, en général européenne (anglais, espagnol, français, néerlandais, portugais, etc.).

## Origine du motpidgin
Le mot pidgin proviendrait du mot business en pidgin anglo-chinois (en),.
Une autre hypothèse parle d'une altération de l'écriture du mot anglais pigeon (qui signifie la même chose que le mot français mais se prononce de la même manière que pidgin en anglais).
D'abord utilisé pour désigner celui-ci, il s'est ensuite généralisé à toutes les langues de contact aux caractéristiques comparables.

## Différences entre un pidgin, un créole et un sabir
Les linguistes distinguent le pidgin du créole en fonction du niveau de structuration de la langue. Surtout, un pidgin devient un créole lorsqu'il devient la langue maternelle de la population (alors qu'un pidgin n'est utilisé que dans les relations entre des individus qui gardent chacun leur langue maternelle). On peut donc dire que le créole est un pidgin qui a réussi à éliminer l'usage des langues originales de ses locuteurs, accompagné d'une complexification de leur structure et d'une extension de leur champ lexical.
Même s'il est courant d'utiliser le terme « pidgin » pour les langues issues de l'anglais et le terme « créole » pour les langues issues du français, cet emploi est abusif. Néanmoins, certains locuteurs de créoles eux-mêmes utilisent le terme « pidgin » pour désigner leur langue maternelle : c'est le cas notamment du créole hawaiien, ce qui contribue à renforcer la confusion.
Le sabir est de même nature que le pidgin (une langue d'appoint créée pour les besoins de communication) mais théoriquement encore plus pauvre que ce dernier.

## Développement d'un pidgin et d'un créole
Le développement d'un pidgin a besoin de :
- contact fréquent et prolongé entre les différents groupes
- un besoin de communiquer
- un manque d'une langue véhiculaire existante

Keith Whinnom suggère qu'un pidgin doit avoir trois langues pour se former. Une de ces langues — qui s'appelle la couche supérieure — doit être dominante sur les autres.
Quelques linguistes suggèrent qu'un pidgin puisse devenir un créole quand une génération apprend un pidgin comme sa langue maternelle. Après cela, un créole peut remplacer les langues qui existent dans la région et devenir la nouvelle langue maternelle d'une population. Le chavacano des Philippines, le krio du Sierra Leone, et le tok pisin de Papouasie-Nouvelle-Guinée sont des exemples de créoles qui sont devenus la langue maternelle d'une région. Ce n'est pas une étape nécessaire qu'un pidgin devienne un créole, et les preuves que les créoles auraient d'abord été des pidgin semblent fragiles ou spéculatives.
D’autres linguistes, comme Salikoko Mufwene, considèrent que les pidgins et les créoles sont les résultats de circonstances et contextes différents et qu'un pidgin ne peut pas se transformer en créole et qu'un créole ne peut pas être l'avatar d'un pidgin. Il considère cette hypothèse comme dépourvue de tout fondement et de toute crédibilité. Mufwene dit que les pidgins émergent dans les communautés qui doivent communiquer pour faire le commerce entre les locuteurs qui utilisent leur langue maternelle pour une conversation courante. Mais, les créoles apparaissent dans les colonies quand les engagés européens qui parlent une variété non standard interagissent avec les esclaves des autres pays. Ils apprennent certains mots de la langue maternelle des esclaves, entraînant une version simplifiée de la langue, appelée un basilecte. Les engagés et les esclaves utilisent le créole dans leurs interactions habituelles. Selon Mufwene le latin a connu un processus de créolisation, et les créoles du latin ont ensuite donné naissance aux actuelles langues romanes.
Après quelques générations, un créole est de fait devenu une langue comme les autres.

## Cas particuliers
Les pidgins mélanésiens ne dérivent pas directement de l'anglais, mais du Pacific pidgin English parlé au XIXe siècle par les marins et commerçants anglophones du Pacifique sud.
Dans le pidgin de Papouasie-Nouvelle-Guinée (le tok pisin) et dans le pidgin du Vanuatu (le bichelamar), yumi signifie « nous » (issu de l'anglais you « toi/vous » + me « moi »).